# Швиндлери (2. сезона)
Друга сезона телевизијске серије Швиндлери емитовала се од 31. јула до 5. септембра 2021. године на каналу Суперстар ТВ. 
Друга сезона се састоји од 12 епизода.

## Радња
У препорођену Паланку, која је таман заборавила на причу о лозу и милион динара, стижу црна удовица, генијални почетник и краљ швиндлера, свако са својим циљем.
Нова и стара лица се преплићу, сукобљавају, стварају савезе, увлачећи у швиндлерај и најнедужније становнике Паланке, чиме се брише граница између поштених грађана и поштених превараната.
Постаје јасно да је од мрачне прошлости, како појединачне, тако и оне која се крије иза Потемкинове фасаде Паланке, се не може побећи, а опкладе се примају једино за властити живот.
Тако убрзо мистериозни дошљаци бивају уплетени заједно са мештанима у непроверену причу о бајковито громадном богатству, похрањеном негде у Паланци, које тражи и највећа криминална организација Краљевине Југославије.
Убице долазе из мрака, превара је свега питање шарма, искрено је само неповерење, а по сред тога - самоубилачки идеализам и сан о љубави великој као поезија.

## Улоге
| Глумац                | Улога                  |
| --------------------- | ---------------------- |
| Дејан Луткић          | Ковиљко Игњатовић      |
| Драган Јовановић      | Софроније              |
| Славен Дошло          | Александар             |
| Катарина Жутић        | Ана Беговић            |
| Марко Гверо           | Сандучар               |
| Јована Балашевић      | Антонина               |
| Невена Ристић         | Даринка                |
| Небојша Илић          | Палигорић              |
| Анђела Јовановић      | Софија                 |
| Бранка Пујић          | Соколија               |
| Радоје Чупић          | Сарага                 |
| Дубравко Јовановић    | Цане                   |
| Срђан Милетић         | Ђура                   |
| Урош Јаковљевић       | Зуб                    |
| Вукашин Јовановић     | Мали                   |
| Андреј Шепетковски    | власник кафане         |
| Игор Филиповић        | припити                |
| Лариса Шепетковски    | ћерка власника кафане  |
| Алексеј Шепетковски   | син власника кафане    |
| Дејан Тончић          | учитељ                 |
| Бранислав Зеремски    | ратник                 |
| Војин Ћетковић        | Кратки Нож             |
| Предраг Бјелац        | отац Артемије          |
| Бранко Јанковић       | поп                    |
| Стојан Ђорђевић       | коњушар у Паризу       |
| Вања Лазин            | коњушар                |
| Никола Стошић         | дебељушкасти           |
| Предраг Коларевић     | Анин удварач           |
| Драгана Јовановић     | жена са стезником      |
| Ивона Момировић       | Сарагина секретарица   |
| Јаков Марјановић      | дечак колпортер        |
| Стефан Ђоковић        | дугоња                 |
| Дарко Станојевић      | нервозни               |
| Бранислав Ћалић       | необријани             |
| Јоаким Тасић          | астролог               |
| Александар Јовановић  | презентатор            |
| Владана Манић         | жонглерка ватром       |
| Војислав Шантић       | жонглер шеширима       |
| Милан Манић           | жонглер лоптицама      |
| Михајло Јанковић      | мађионичар             |
| Даница Петровић       | Савина                 |
| Данило Лончаревић     | телохранитељ           |
| Федор Ђоровић         | телохранитељ           |
| Ратко Игњатов         | телохранитељ           |
| Лазар Тешић           |                        |
| Ана Марија Серда      | млада госпођица 1      |
| Нађа Костић           | млада госпођица 2      |
| Јелена Ђукић          | жена адвоката          |
| Александар Маринковић | адвокат                |
| Стефан Југовић        | трговац Божовић        |
| Игор Радановић        | трговац Ивковић        |
| Душан Симић           | трговац Софрин         |
| Катарина Вељовић      | жена у великој Мали    |
| Маја Банковић         | жена у Великој Мали    |
| Ђорђе Коцић           | радник                 |
| Јован Живковић        | радник                 |
| Светислав Марковић    | радник                 |
| Миодраг Гајић         | гробар                 |
| Никола Драгашевић     | момак који носи сандук |
| Владимир Јоргић       | момак који носи сандук |
| Реља Јанковић         | мангуп                 |
| Марко Николић         | мангуп                 |
| Зоран Марковић Марак  | берберин               |
| Велимир Ратковић      | тамна фигура 1         |
| Предраг Николић       | тамна фигура 2         |
| Маја Стојановић       | певачица у Паризу      |
| Милош Зубац           | гитариста у кафани     |
| Сузана Јанковић       | плесачица              |
| Софија Остојић        | плесачица              |
| Александар Шишета     | плесач                 |
| Петар Јовановић       | плесач                 |

## Епизоде
| Бр. еп. (укупно) | Бр. еп. (у сезони) | Наслов | Редитељ          | Сценариста      | Премијера          |
| ---------------- | ------------------ | ------ | ---------------- | --------------- | ------------------ |
| 13               | 1                  |        | Слободанка Радун | Адам Ранђеловић | 31. јул 2021.      |
| 14               | 2                  |        | Слободанка Радун | Адам Ранђеловић | 1. август 2021.    |
| 15               | 3                  |        | Слободанка Радун | Адам Ранђеловић | 7. август 2021.    |
| 16               | 4                  |        | Слободанка Радун | Адам Ранђеловић | 8. август 2021.    |
| 17               | 5                  |        | Слободанка Радун | Адам Ранђеловић | 14. август 2021.   |
| 18               | 6                  |        | Слободанка Радун | Адам Ранђеловић | 15. август 2021.   |
| 19               | 7                  |        | Слободанка Радун | Адам Ранђеловић | 21. август 2021.   |
| 20               | 8                  |        | Слободанка Радун | Адам Ранђеловић | 22. август 2021.   |
| 21               | 9                  |        | Слободанка Радун | Адам Ранђеловић | 28. август 2021.   |
| 22               | 10                 |        | Слободанка Радун | Адам Ранђеловић | 29. август 2021.   |
| 23               | 11                 |        | Слободанка Радун | Адам Ранђеловић | 4. септембар 2021. |
| 24               | 12                 |        | Слободанка Радун | Адам Ранђеловић | 5. септембар 2021. |